# TTC35
TTC35‏ (ER membrane protein complex subunit 2) هوَ بروتين يُشَفر بواسطة جين TTC35 في الإنسان.